# Phoenix (I Cavalieri dello zodiaco)
(Colpo principale di Phoenix, nella versione originale e del manga e nell'adattamento italiano dell'anime)
Phoenix (鳳凰星座の一輝?, Phoenix no Ikki) è un personaggio dell'manga e anime I Cavalieri dello zodiaco.
È un Cavaliere di bronzo appartenente alla costellazione della Fenice, fratello maggiore di Shun di Andromeda; nel manga Saint Seiya Next Dimension, sequel della serie classica, viene riconosciuto da Kaiser di Leo come futuro Cavaliere d'oro del Leone, successore di Aiolia.
Nella prima edizione italiana del manga viene chiamato Ikki della Fenice, mentre nell'edizione della Star Comics viene chiamato Ikki di Phoenix. Questi nomi sono fedeli traduzioni di quello originale, nel quale "Ikki" in giapponese significa "la prima luce" o anche "un punto di splendore", ma secondo l'autore Kurumada il significato del suo nome è "una persona unica", ma anche "una persona sola".

## Creazione e concezione
Nella creazione di Ikki, Kurumada ricorse al metodo Osamu Tezuka, modellandolo su Musashi Asuka, personaggio del suo precedente lavoro Fuma no Kojiro. Entrambi i personaggi presentano un uguale aspetto fisico (e nella versione animata delle rispettive serie entrambi hanno i capelli color blu scuro) e un carattere simile, un profondo affetto nei confronti del proprio fratello minore (o della sorella, nel caso di Musashi), entrambi originariamente sono nemici del protagonista ma poi si uniranno al suo gruppo, tutt'e due portano nel cuore la morte di una persona a loro cara (Esmeralda per Ikki, la sorellina Irina per Musashi), e arrivano in aiuto dei suoi compagni solo quando la situazione si fa critica. Infine l'episodio in cui il Generale degli Abissi (Marine) Kaysa cerca di uccidere Ikki nascondendosi sotto l'illusione di Esmeralda ha un suo parallelo in Kojiro durante il combattimento in cui Musashi viene aggredito dal guerriero di Chaos Shura, che lo attacca prendendo le sembianze di Irina.
Nell'intervista del 1989 pubblicata sull'artbook Jump Gold Selection 3 l'autore ha affermato di aver creato il personaggio di Ikki pensando a lui come il nemico più forte e di avergli perciò assegnato la costellazione della Fenice e che il suo colpo segreto (il Phoenix Genmaken) è stato creato con l'intento di mostrare il passato dei protagonisti.
Nel concepire il design dell'armatura del personaggio Kurumada si è rifatto maggiormente alla fenice orientale (鳳凰?, cinese fenghuang; giapponese Ho-Oh), come provano le tre code sulla schiena (quattro nella versione manga delle prime due armature del guerriero), mentre la capacità della corazza di rigenerarsi viene dal mito di quella greca.

## Serie classica/Next Dimension/Omega

### Santuario
Presentato come il più grande degli orfani raccolti da Mitsumasa Kido, giunto all'età necessaria per intraprendere l'addestramento per diventare Saint Ikki si sacrifica per il fratello Shun e chiede di essere mandato al suo posto ad allenarsi sull'Isola della Regina Nera, essendo questa il luogo di addestramento più pericoloso e debilitante nonché un piccolo inferno in terra per via delle durissime condizioni ambientali: un arido atollo con un vulcano attivo dove di giorno fa molto caldo mentre di notte molto freddo.
Dopo l'esperienza sull'isola Ikki torna a Tokyo radicalmente cambiato nello spirito, essendo stato addestrato in modo che la sua forza derivi dall'odio, e fa la sua prima comparsa come nemico da sconfiggere a capo dei Cavalieri Neri: il suo intento è quello di rubare l'armatura d'oro del Sagittario per diventare il più forte dei Cavalieri. Impossessatosi di soli cinque pezzi dell'armatura decide di sfidare Seiya, Shiryu, Hyoga e il fratello Shun per impadronirsi degli altri quattro pezzi mancanti, venendo però sconfitto dalla forza dei quattro uniti insieme nella lotta. Durante lo scontro vengono spiegate le ragioni del cambiamento del ragazzo: questo è stato causato, fra l'altro, dalla morte della ragazza di cui si era innamorato sull'isola, Esmeralda, per mano del suo maestro Guilty, che addirittura sarà costretto a uccidere nel duello finale per ottenere l'armatura della Fenice. Nel manga, dopo aver ucciso il suo maestro, Ikki si reca nel territorio dei Cavalieri neri sconfiggendo senza ucciderli i quattro che lo aiuteranno nel furto dell'armatura e annientando anche un gruppo di altri nove Cavalieri neri, uccidendo infine il tiranno dell'isola Jango.
Passato dalla parte di Atena, Ikki interviene in aiuto di suo fratello e dei suoi amici prima contro alcuni Cavalieri d'Argento mandati dal Grande Sacerdote, sconfiggendo Capella dell'Auriga e nel manga anche Jamian, e successivamente contro i Cavalieri d'oro alle dodici case: qui affronta e sconfigge Shaka di Virgo, custode della sesta casa, dopo aver deliberatamente scelto di farsi privare dei cinque sensi per risvegliare il Settimo senso, abilità fonte dello straordinario potere dei cavalieri del Santuario, e infine sacrificandosi bruciando nel suo cosmo assieme al Cavaliere d'oro. Una volta resuscitato da Mu dell'Ariete grazie all'intercessione dello stesso Shaka, spinto a cambiare proprio dalla volontà di sacrificio del cavaliere di bronzo, lotterà contro Saga di Gemini durante il durissimo scontro finale in cima al Santuario.
In questa saga la differenza fondamentale fra anime e manga sta nel fatto che nel primo Ikki è inizialmente alleato del cavaliere dei Gemelli mentre nel secondo agisce di propria volontà, spinto anche dal profondo odio verso il defunto padre Mitsumasa Kido (di cui vuole distruggere ogni traccia, quindi anche i suoi fratellastri e la Fondazione Grado, non potendolo più uccidere personalmente); nell'anime, inoltre, prima del duello alla sesta casa Ikki affronta e uccide sull'isola di Kanon due Cavalieri d'argento allievi di Shaka, Shiva e Agora, e combatte anche contro Black Phoenix.

### Asgard
Nella serie di Asgard, esistente solo nell'anime, Ikki giunge in aiuto del fratello contro Mime, sconfiggendolo in un duro scontro, e successivamente affronta in un difficile scontro il cavaliere ombra Bud, per poi usare il suo cosmo per aiutare Seiya nella battaglia contro Siegfried. Inoltre proteggerà Seiya con il suo corpo dalle sfere di energia e dalla lancia scagliati dalla sovrana di Asgard Hilda di Polaris.

### Poseidon
Durante la battaglia contro il dio dei mari Poseidon, Ikki affronta prima il generale dell'Oceano Antartico Kaysa, sconfiggendolo facilmente e abbattendo la colonna di cui era custode, e successivamente si scontra con Dragone del Mare, scoprendo che in realtà si tratta di Kanon, fratello gemello di Saga, e scoprendo il segreto della rinascita del dio dei mari e il modo per fermarlo. Successivamente si unirà agli altri cavalieri e ad Atena per lo scontro finale contro Poseidon in persona, sfruttando la capacità dell'armatura della Fenice di diventare dorata bruciando al massimo il cosmo.

### Hades
Nella serie di Hades Ikki entra in azione durante la battaglia negli Inferi, dove alla quinta prigione infernale sconfigge in un duro scontro il giudice Aiacos. In seguito scopre che Hades ha scelto suo fratello come corpo ospite e cerca di liberarlo scontrandosi con lui alla Giudecca, venendo però fermato dall'affetto verso Shun e successivamente sconfitto dal dio e imprigionato nel Cocito. Liberato dall'inferno di ghiaccio da Pandora, ex sacerdotessa del dio degli Inferi che ha capito di essere stata soltanto usata, raggiunge l'Elisio grazie all'aiuto della fanciulla, che gli dona un artefatto divino: non essendo stata la sua armatura bagnata dal sangue di Atena, infatti, il cavaliere non avrebbe potuto superare l'iperdimensione tra gli Inferi e l'Elisio e, prima di tuffarsi in essa, uccide gli ultimi sei Specter ancora in vita. Giunto all'Elisio affronta insieme ai suoi compagni prima il dio della morte Thanatos e poi lo stesso Hades, riuscendo prima a indossare (grazie all'intercessione del dio Poseidon) l'armatura d'oro del Leone e poi ad acquisire un'armatura divina grazie al sangue di Atena. Unendo il suo cosmo a quello dei suoi compagni e a quello di Atena, i cavalieri sconfiggono definitivamente il dio dell'oltretomba.

#### Saint Seiya Next Dimension

Phoenix sulla copertina del 3° volume dell'edizione italiana di Saint Seiya - Next Dimension - Myth of Hades.

Nel manga sequel della serie classica, Saint Seiya - Next Dimension - Myth of Hades, Ikki si reca sull'Olimpo per aiutare il fratello contro la guerriera di Artemide "La Scommune" (comandante dei corpi di attacco delle Satelliti), per poi ritornare nel passato attraverso il varco spazio-temporale aperto dal dio del tempo Cronos, ai tempi della precedente guerra sacra - avvenuta nel 1743 - per aiutare Shun e Saori nella loro missione volta a salvare Seiya dalla maledizione di Hades.
Giunto nel XVIII secolo Ikki si scontra brevemente alla prima casa con Suikyo, uno dei tre Giganti (o Giudici) dell'Inferno, che colpisce con il Phoenix Genma-ken, ma l'avversario riesce a fuggire proseguendo la sua scalata del Santuario; raggiunta la seconda casa Ikki contempla il cadavere del cavaliere del Toro Ox, ucciso in un duro scontro proprio da Suikyo ma rimasto eroicamente in piedi anche dopo la morte. Giunto alla casa dei gemelli incontra Cain, che gli intima di ritornare indietro: Ikki è quindi costretto a un durissimo duello contro il potente gold saint dei gemelli, dal quale viene ferito gravemente. Cain riconosce quindi Ikki come alleato e decide di salvarlo usando una tecnica di guarigione chiamata Kishikaisei, ma Abel e Cain appaiono e scompaiono scambiandosi il posto più volte: lì si capisce che questo gold saint nasconde un arcano segreto. Alla fine Cain guarisce Ikki, che poi continua il suo cammino, e il cavaliere intuisce che Cain e Abel sono simili a Saga e Kanon ma che allo stesso tempo nascondono un segreto ben diverso.
Giunto alla quarta casa Ikki incontra il Gold Saint di Cancer DeathToll, insieme al quale combatte nella Yomutsu Hirasaka un gruppo di oltre dieci Spectre, che vengono tutti sconfitti, ma poi giunge uno dei tre campioni dell'Inferno, Vermeer del Grifone: il Giudice (che è più forte di un cavaliere d'oro) mette in difficoltà Ikki con la tecnica Cosmic Marionation, ma DeathToll lo salva teletrasportandolo nel mondo dei vivi. Ikki poi ritorna nella Yomutsu Hirasaka e salva il Gold Saint dalla furia del Giudice e insieme con lui lo sconfigge scagliandolo nel pozzo che conduce nell'Ade; sempre insieme a DeathToll raggiunge la quinta casa, dove si scontra con Kaiser del Leone: egli sottopone Ikki alla "prova del Leone", colpendolo con le sue tecniche alla velocità della luce, che Ikki supera: il gold saint lo riconosce quindi come saint fedele ad Atena e anche come suo successore (Ikki infatti è destinato a diventare in futuro il nuovo gold saint del Leone). Poi prosegue per la 6ª casa della Vergine, arrivatovi, al suo interno incontra il leggendario tredicesimo Gold Saint di Ofiuco, Odysseus, e insieme con lui affronta le micidiali tecniche di Shijima della Vergine, il Gold Saint custode della sesta casa, predecessore di Shaka.
Superata con difficoltà la 6ª casa, Ikki e Odysseus vengono scagliati da un'enorme distorsione spazio-temporale, il primo in cima al Santuario di Atena, il secondo alla 7ª casa di Libra. Ikki in cima al Santuario di Atena incontra il Gran Sacerdote del XVIII secolo, che gli consegna la "spada di Khrysos"(il sacro pugnale d'oro con cui Saga dei Gemelli tentò di uccidere Atena in fasce, lo stesso pugnale sacro utilizzato da Atena all'inizio della guerra sacra contro Hades nel XX secolo), viene rivelato che essa è "un'arma che può uccidere persino una divinità", è il Sacerdote affida all'incredulo Ikki la missione di uccidere Saori/Atena con il sacro pugnale poiché, egli gli dice che il viaggio nel tempo di Saori/Atena sta per causare un cataclisma nell'intero universo che causerà la distruzione del mondo, è per evitarlo bisogna ucciderla.Giunto al Tempio di Ofiuco, Ikki decide però di usare il potente pugnale non per uccidere Saori/Atena ma per uccidere Asclepio, il leggendario Gold Saint di Ofiuco, ma non ci riesce, è il sacro pugnale viene preso da Asclepio che ha intenzione di usarlo lui stesso per uccidere la dea Saori/Atena.Inseguito il corpo di Odysseus viene liberato dallo spirito di Asclepios, grazie alla freccia divina chiamata "freccia della dea" unita al potere della "barriera d'oro" generata dai 12 Gold Cloth. Poi anche la spada di Hades viene distrutta dal cosmo di Athena, è così Seiya nel futuro è salvo, inoltre prima che la catastrofe causata dal viaggio nel tempo distrugga il mondo, Ikki, Athena e gl'altri Saint tornano nel futuro, facendo cessare così l'enorme pericolo e tutto torna alla normalità. Nel diciottesimo secolo, i Saint di quel periodo insieme all'Athena di quel periodo di nome Sasha, danno inizio alla guerra sacra contro Hades, invece nel ventesimo secolo, Ikki, Saori e gl'altri vengono giudicati(avendo quasi causato la distruzione del mondo con il viaggio nel tempo) sull'olimpo nel tempio di Artemide, dalla Dea della Luna e il Dio del Sole, è Apollo il dio del sole, alla fine gli rispedisce sulla terra privi di memoria, in modo che possano vivere una vita normale come gl'altri esseri umani.
In realtà poi, pochi giorni dopo, Saori, trovandosi di fronte alla scritta di Aiolos situata alla nona casa del Sagittario, recupera la memoria, è lascia un mazzo di fiori davanti la scritta come omaggio al ricordo di tutti i Saint del passato che hanno combattuto per Atena.

#### Saint Seiya Omega
Ikki apparirà solo nella parte finale della seconda serie di Saint Seiya Omega, dove sconfiggerà due guerrieri della dea Pallas, un Pallasite(guerriero di Pallas) di seconda classe, Mira, e un Pallasite di prima classe, Aegaeon(che è un guerriero più potente di un Gold Saint).

## Il personaggio
Ikki è il fratello maggiore di Shun nonché il più grande (sia fisicamente sia di età) tra i cinque protagonisti (nel manga tutti fratellastri, figli di Mitsumasa Kido); sin da piccolo si rivela una persona dal carattere scostante e ombroso, l'esatto opposto dell'affabile ed emotivo fratello, mentre fisicamente appare come un ragazzo dal fisico atletico, con gli occhi blu e i capelli neri spettinati (anch'essi blu nell'anime). Sulla fronte ha una cicatrice non sempre visibile perché coperta dai capelli e solitamente veste con una maglietta blu su jeans rossi.

### Carattere
Nonostante il carattere altezzoso, complesso e solitario, Ikki ha in realtà una grande bontà d'animo e interviene sempre in aiuto dei più deboli e dei suoi amici cavalieri quando c'è pericolo. Ciò che lo distingue caratterialmente dagli altri cavalieri di bronzo (in particolare dal fratello minore, verso cui si dimostra molto protettivo) è la reazione agli eventi emotivi: mentre gli altri confessano e manifestano il proprio dolore o il proprio affetto senza vergognarsi, riuscendo anche a piangere davanti agli altri compagni, Ikki cerca sempre di apparire insensibile e distaccato, atteggiamento che lo rende addirittura antipatico agli occhi degli altri cavalieri, in particolar modo a Seiya. La sua freddezza si manifesta anche nella saga di Ade durante il suo scontro con Pandora, in cui afferma che a differenza dei suoi compagni non si farà scrupoli ad attaccare una donna se questa è sua nemica, oppure quando in Next Dimension dice a Sion che, indipendentemente dal fatto che sia dalla parte di Atena o meno, se non lo lascerà passare lo affronterà.
Avendo passato tutta l'infanzia a fare da figura genitoriale al fratello minore, Ikki ha dovuto imparare fin da subito a far fronte alle difficoltà contando solo sulle proprie forze senza chiedere aiuto, anzi rifiutandolo persino. Emblematici di questo suo disprezzo per la richiesta e l'accettazione di aiuto sono due episodi:
- La battaglia alla Sesta casa: in questa occasione Shun interviene contro il cavaliere d'oro impartendo un ordine con fare minaccioso (cosa decisamente insolita per il ragazzo) eppure Ikki rifiuta perché ha capito cosa fare per poter vincere contro il nemico, facendo promettere al fratello di allontanarsi e di non intervenire.
- Il secondo episodio (presente solo nell'anime) è quello in cui Ikki sostituisce il fratello nella battaglia contro Mime, uno dei cavalieri di Asgard guidati da Hilda di Polaris: immobilizzato dalle corde della lira di Mime, Shun interviene contro il nemico per impedirgli di dare il letale colpo di grazia al fratello, il quale anche questa volta gli dice di non intromettersi e di ritirare la sua catena poiché non può tollerare di ricevere aiuto.

Si tratta quindi di un carattere complesso, pieno di inibizioni, solitario nonché incredibilmente orgoglioso e indipendente (infatti non compare mai all'inizio di ogni avventura ma interviene solo quando la situazione si fa più critica) e che spesso si dimostra duro e cinico (ad esempio l'episodio dell'anime riferito alla condizione di Shiryu, ridotto a cecità a causa della battaglia contro Argor: in questa occasione Ikki dice a Seiya che Shiryu non riacquisterà mai la vista e che i suoi piagnistei sono inutili ma subito dopo, lontano dagli altri, Ikki tra sé e sé si rivolge a Seiya dicendogli di non preoccuparsi perché Shiryu riprenderà a vedere).
In definitiva ciò che determina il carattere problematico di Ikki è il fatto di aver toccato di persona il lato oscuro, cosa che nel manga è causata - oltre che dal dolore innescato dalla morte prematura di Esmeralda - anche dall'odio nei confronti del proprio padre. Durante lo scontro con Saga Ikki interviene nella battaglia in favore di Seiya e in quel momento esterna finalmente l'origine del suo disadattamento in un pianto breve e colmo di rabbia che non riesce, per quanto si sforzi, a fermare: in questo episodio Ikki fa di tutto per aiutare Seiya a prendere lo scudo di Atena, che rappresenta l'unico mezzo per poter salvare Saori, consapevole che a lui non sarà mai concesso prenderlo per via del suo passato.
Sul lato amoroso si segnala il sentimento provato dal cavaliere per Esmeralda, la ragazza che si prendeva cura di lui durante l'addestramento sull'Isola della Regina Nera, nonché per Pandora, sacerdotessa di Hades.

## Armatura
Ogni armatura possiede abilità uniche, ma quella della fenice risulta particolarmente speciale: possiede infatti l'abilità, unica tra tutte le 88 Cloth, di rigenerarsi in pochi istanti dai suoi frammenti quando viene distrutta in battaglia, ritornando perfettamente integra, proprio come la leggendaria fenice che rinasce dalle proprie ceneri. L'armatura è inoltre dotata di tre code composte da scaglie che si possono usare come armi da lancio.

Dopo la battaglia alle Dodici Case l'armatura è stata riparata e rigenerata grazie al sangue dei Cavalieri d'oro ed è diventata Phoenix la Luce (nome usato solo nell'adattamento italiano dell'anime). Nel manga ciò non accade poiché il Cloth di Phoenix si rigenera da solo dalle sue ceneri come la fenice ogni volta che viene distrutto. Generalmente l'armatura rinasce mantenendo la forma di quando viene distrutta, tuttavia sono capitate tre occasioni in cui l'armatura si è evoluta modificando il suo aspetto e leggermente anche la sua resistenza:
- Nel primo caso avviene proprio dopo durante le 12 case, ma in questo caso, anche se il Cloth rinasce da solo, la sua evoluzione è dovuta ad un intervento di Shaka, che aggiunge una polvere misteriosa mentre l'armatura si ricrea.
- Nel secondo caso l'armatura si evolve dopo la battaglia con Nettuno, ma non viene mostrato a cosa sia dovuta tale evoluzione.
- Nell'ultimo caso l'armatura si evolve grazie ad un caso fortuito per cui si rigenera mentre Ikki è a contatto con il sangue di Atena.

L'armatura diventa ogni volta più forte, ma, escludendo l'ultimo caso, non raggiunge mai la resistenza delle altre Cloth rinate dal sangue d'oro. Infatti viene danneggiata gravemente sia durante lo scontro con Saga, sia durante la saga di Nettuno (dove le Cloth dei suoi compagni vengono danneggiate solo da un dio), sia in quella di Hades. Solo alla fine della serie di Hades, quando rinasce col sangue di Atena l'armatura acquista una resistenza maggiore.
Nello scontro con Thanatos Ikki indossa il Gold Cloth del Leone.
Nella battaglia finale nei campi Elisi contro il Dio Hades, il Cloth di Ikki grazie al sangue divino di Atena diviene temporaneamente un "Armatura Divina", il God Cloth della Fenice, molto più potente persino dei Gold Cloth..

## Costellazione e segno

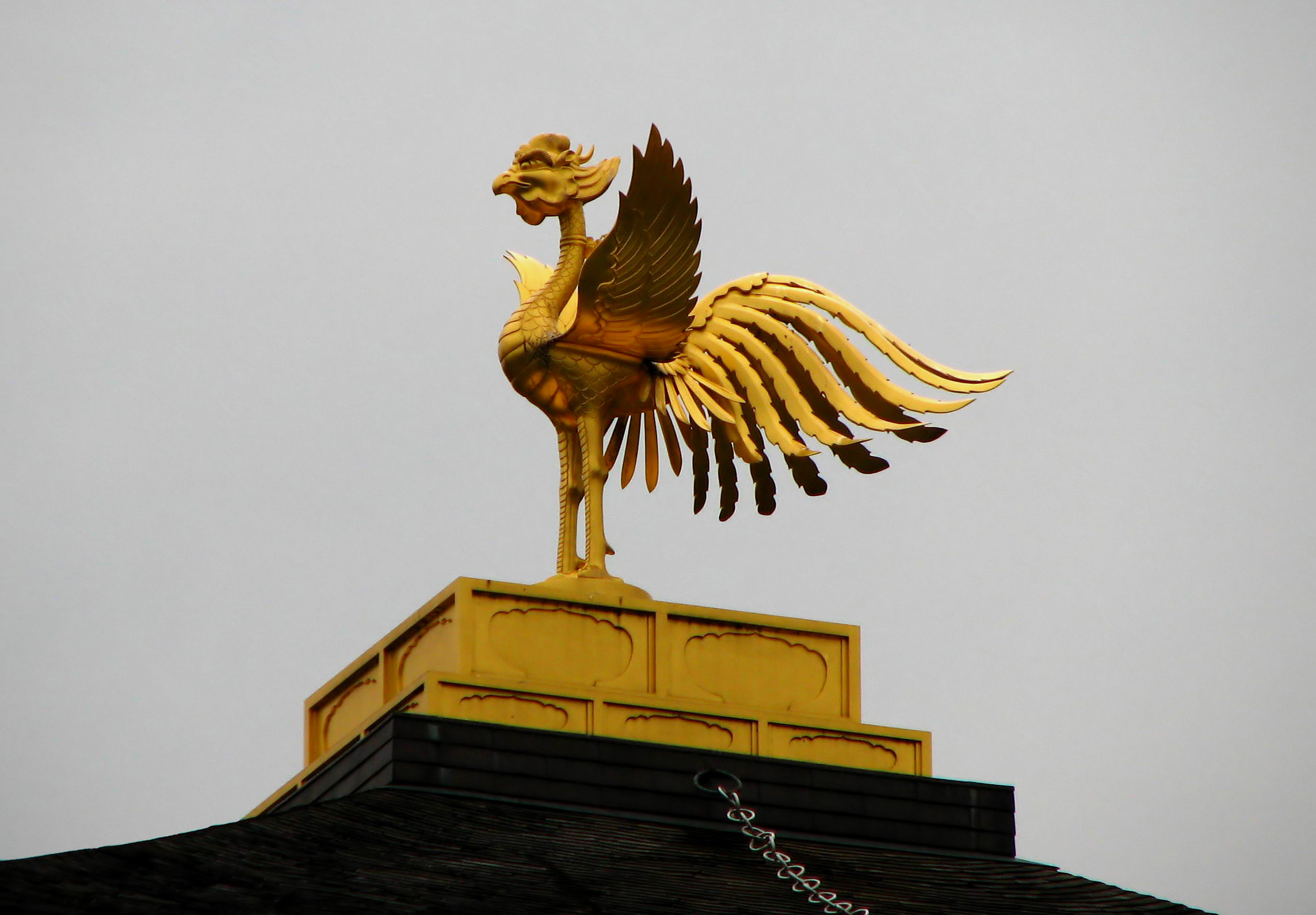
Fenice giapponese sul tempio di Kinkaku-ji a Kyoto.

Ikki è protetto e prescelto dalla costellazione della Fenice; la figura astronomica della fenice non è di origine classica poiché è stata introdotta da navigatori danesi, pertanto non ha un mito associato. Kurumada ha scelto, per rappresentare l'animale e il mito associato, la usuale commistione di culture: la fenice era infatti conosciuta pressoché ovunque, fino agli arabi che l'hanno resa probabilmente celebre grazie all'epiteto araba fenice. A livello comportamentale Ikki, ritirandosi per alcuni periodi per riparare la propria armatura o semplicemente per stare solo, ricorda la fenice araba, che decideva di lasciarsi ardere dal sole per rinascere più potente. Esteticamente, invece, come appare almeno in manga e anime, Kurumada ha ripreso molto marcatamente la fenice orientale di matrice cinese e giapponese, più fantasiosa e distante da quella araba che ricorda molto un'aquila: la lunga coda presente anche nell'armatura, le cui piume bronzee vengono anche lanciate dal cavaliere, è identica a quella presente nelle creature leggendarie presenti sui templi giapponesi, a loro volta richiamanti il Fenghuang cinese.
Non essendoci altri miti associati alla fenice, se non la sua immortalità e il suo canto meraviglioso, l'autore ha scelto di associare a Ikki colpi infuocati per via della capacità del leggendario uccello di ardersi e rinascere. Il Phoenix Genmaken esula completamente ed è da raccordare più al luogo di addestramento del cavaliere.

## Tecniche
Il Bronze Saint della Fenice è definito sia nel manga classico che in Next Dimension, il più forte tra i 48 Bronze Saint. Nella Taizen è detto che sono esistiti solo 2 Saint della Fenice, poiché superare l'addestramento per conquistare l'armatura della Fenice è sempre stato difficilissimo. I 2 Saint della Fenice sono: il primo quello esistito nell'era mitologica e il secondo è Ikki.
- Phoenix Genmaken (鳳凰幻魔拳?, Phoenix genmaken, lett. Colpo dell'illusione maligna della fenice, talvolta translitterato dalla Star Comics come Houo Genmaken[16]): Ikki colpisce il cervello dell'avversario provocandogli incubi e illusioni che ne debilitano la mente e il corpo, rendendolo più debole; questa tecnica può anche paralizzare l'avversario o penetrare nel profondo della mente del nemico, riportando alla luce ricordi e segreti. Nel manga viene specificato che questa tecnica danneggia il sistema nervoso dell'avversario[17] ed è una tecnica che può confrontarsi alla pari con il leggendario Genrō Maō-Ken del Gold Saint dei Gemelli. Saga dirà ad Ikki durante il confronto tra il Genrō Maō-Ken e il Phoenix Genma Ken : "Ikki ho capito, le nostre capacità di dominare la mente degli avversari sono alla pari". Infine, nel manga in più di un'occasione verrà anche detto che il Phoenix Gemmaken danneggia gravemente l'anima degli avversari.[18]Nell'adattamento italiano dell'anime è stata tradotta come Fantasma Diabolico.
- Hoyoku Tensho (鳳翼天翔?, Hoyoku tensho): Ikki libera un fortissimo vento che investe l'avversario, per poi colpirlo con uno o più colpi molto potenti inferti con il pugno, che assume le sembianze di una fenice di fuoco. Nella Taizen viene specificato che Ikki migliora questo colpo in continuazione, perciò la tecnica diventa sempre più potente duello dopo duello. Nel manga viene mostrato come questo attacco sia talmente potente da uccidere anche un gruppo di avversari in un sol colpo (come con i Black Saint o con gli Spectre) e inoltre si afferma come questa sia una tecnica mortale così micidiale che normalmente uccide al primo colpo chiunque ne venga colpito[19]. Nell'adattamento italiano dell'anime è chiamata Ali della Fenice.
- Pugno della Fenice (Phoenix no Ken): Ikki colpisce il nemico con un pugno molto potente e veloce. Questa abilità è presente soltanto nel manga.

### Altre abilità e poteri
- 7° senso : è il senso che dona il pieno potere del cosmo di un Saint, che diviene potente quanto il cosmo dei 12 Gold Saint. Nel manga viene spiegato che di norma solo i Gold Saint possiedono il settimo senso, Ikki lo acquisisce la prima volta durante la battaglia alle 12 case dello zodiaco.[20]
- 8° senso (Arayashiki) : nel manga classico viene spiegato che è un senso superiore ai primi sette sensi, superiore anche al settimo senso, è che per acquisirlo bisogna superare il cosmo del settimo senso, cosa che accade molto raramente. L'Ottavo senso dona la capacità a coloro che lo acquisiscono da vivi[21]di entrare da vivi nel regno dei morti, cosa normalmente impossibile agli esseri viventi. Ikki lo acquisisce per entrare nel regno di Hades durante la guerra sacra del XX secolo contro il dio.[22]
- Così come la sua armatura e la creatura mitologica a cui si rifà, si pensa che Ikki possa risorgere quando viene ucciso da un nemico: il Cavaliere della Fenice infatti viene dato per morto in diverse occasioni ma torna sempre in vita senza alcun apparente problema, sebbene si possa pensare che in realtà ciò dipenda dalla straordinaria capacità rigenerativa della sua Cloth. Nel manga nella saga di Poseidone, viene detto che Ikki era stato ridotto in polvere dal colpo di Saga, durante il combattimento finale in cima al Santuario di Atena, ma poi in Poseidone ritorna perfettamente in vita, lasciando intendere che Ikki abbia la capacità di rigenerare anche tutto il suo corpo. Più di un avversario si domamderà se Ikki non sia realmente immortale.[23].
- Ikki ha la capacità di raggiungere qualunque luogo dell'universo grazie all'Hoyoku Tensho: a testimonianza di ciò compare direttamente nella sesta casa della Vergine (da cui inoltre tenta di fuggire ad una distanza astronomica nel tentativo di eludere il Rikudo Rinne di Shaka), nel regno di Poseidon e negli Inferi senza alcuna difficoltà, riesce a tornare dall'Another Dimension di Saga e dal Golden Triangle di Kanon, nella serie di Hades arriva facilmente nel regno dei morti e in Next Dimension arriva senza problemi persino sull'Olimpo. Unica notabile eccezione sembra essere l'iperdimensione tra gli Inferi e l'Elisio, che Ikki supera grazie ad un artefatto donatogli da Pandora, non avendo ancora bagnato la sua armatura con il sangue di Atena come i suoi compagni.
- Ikki possiede un potere mentale per cui può attaccare la mente dell'avversario anche a grande distanza da esso. Per esempio, con il suo potere mentale blocca la concentrazione di Saga salvando suo fratello Shun dall'Another Dimension alla terza casa dello Zodiaco, pur essendo Ikki in quel momento molto lontano, sull'isola di Kanon.[24].
- Ikki usando il settimo senso può bloccare l'avversario e far esplodere se stesso, in tal modo si proietta con esso in un'altra dimensione (definita da Shaka: 'un luogo tra le dimensioni' ), in tal modo sconfigge l'avversario anche se a costo della vita. Utilizza questa capacità una sola volta per sconfiggere Shaka della Vergine alla sesta casa dello Zodiaco.[25].
- Come visto in Next Dimension, Ikki, bruciando il suo cosmo, può produrre fiamme da tutto il suo corpo che inceneriscono tutto ciò con cui entrano in contatto.[26].

## Altri media
Ikki è apparso in tutti i film dedicati a Saint Seiya, dove il suo ruolo è principalmente quello di giungere in aiuto del fratello in battaglia combattendo contro i vari guerrieri di turno, nel quinto Ikki si scontrerà contro l'avversario fianco a fianco con suo fratello Shun.
È un personaggio del manga sequel Next Dimension, e ha avuto una breve apparizione. Nel romanzo I Cavalieri dello zodiaco - Gigantomachia fa una breve apparizione nell'ultimo capitolo distruggendo il nuovo corpo di Tifone prima che questi venga al mondo e uccidendo Echidna.

In I Cavalieri dello zodiaco: La leggenda del Grande Tempio il suo aspetto e il suo carattere non cambiano molto (benché quest'ultimo diventa più sarcastico): presenta dei capelli e occhi neri; anche l'armatura è nera, con qualche sfumatura viola, ed è percorsa dal suo cosmo sotto forma di linee viola; l'elmo, inoltre, è provvisto di una maschera.

È presente nel musical sulla serie con protagonisti gli SMAP degli anni novanta ispirato alla serie di Poseidon, dov'è interpretato da Gorō Inagaki, uno dei membri del gruppo. È apparso inoltre in tutti i videogiochi tratti dalla serie, anche nei due per PlayStation 2 e nei due per PlayStation 3. Come per altri protagonisti di anime e manga classico, sul modello del personaggio sono stati creati vari articoli di merchandising, come action figure con le differenti armature (si vedano i vari modellini della serie classica, Dx e Myth Cloth sempre basati sulla versione della serie classica del personaggio).